# Cephalotes obscurus
Cephalotes obscurus é uma espécie de inseto do gênero Cephalotes, pertencente à família Formicidae.